# Elecciones estatales de Paraná de 2022
Las elecciones estatales de Paraná se celebraron el 2 de octubre de 2022 sin necesidad de una segunda vuelta. Los electores aptos para votar eligieron un gobernador, Vicegobernador, un senador, 30 diputados para la Cámara de Diputados, 54 diputados a la Asamblea Legislativa. El actual gobernador en funciones es Ratinho Júnior, del Partido Social Democrático (PSD), gobernador electo en 2018. Por la legislación electoral, Massa estuvo apto para disputar la reelección y ganó con el 69% de los votos. Para la elección al Senado Federal, se disputó la vacante ocupada por Álvaro Dias, de Podemos (PODE), elegido en 2014, que también estuvo apto para disputar la reelección, pero fue derrotado y su escaño ahora será ocupado por el ex-Ministro de Justicia y Seguridad Pública, Sergio Moro de Unión Brasil (UNIÃO).
El gobernador y el vicegobernador elegidos en esta elección servirán unos días más. Esto se debe a la Enmienda Constitucional N.º 111, que modificó la Constitución Federal y dispuso que el mandato de los gobernadores de los estados y del Distrito Federal debía comenzar el 6 de enero después de la elección. Sin embargo, los candidatos electos en esta elección tomarán posesión el 1 de enero de 2023 y entregarán su cargo el 6 de enero de 2027.

## Calendario electoral
| Calendario electoral       | Calendario electoral                                                                      |
| -------------------------- | ----------------------------------------------------------------------------------------- |
| 15 de mayo                 | Inicio del financiamiento para precandidatos                                              |
| 20 de julio al 5 de agosto | Convenciones partidarias para elegir candidatos y coaliciones                             |
| 2 de octubre               | Primera vuelta de las elecciones                                                          |
| 7 al 28 de octubre         | Publicidad electoral gratuita en radio y televisión relativa a una posible segunda vuelta |
| 30 de octubre              | Posible segunda vuelta electoral                                                          |
| hasta el 19 de diciembre   | Entrega de credenciales por el Tribunal Electoral                                         |

## Candidatos
Las convenciones del partido comenzaron el 20 de julio y se prolongaron hasta el 5 de agosto. Los partidos políticos tenían hasta el 15 de agosto de 2022 para registrar formalmente a sus candidatos. Los siguientes partidos políticos han confirmado sus candidaturas:
Nota: el siguiente cuadro está organizado en orden alfabético de candidatos, según el nombre registrado en el Tribunal Electoral.

### Candidaturas oficiales
Candidato electo
| Gobernador)      | Gobernador) | Gobernador) | Vicegobernador   | Vicegobernador | Vicegobernador | Nª | Partido / Federación                                                                      | Tiempo en franja |
| Candidato        | Partido     | Partido     | Candidato        | Partido        | Partido        | Nª | Partido / Federación                                                                      | Tiempo en franja |
| ---------------- | ----------- | ----------- | ---------------- | -------------- | -------------- | -- | ----------------------------------------------------------------------------------------- | ---------------- |
| Adriano Vieira   |             | PCO         | Cristiano Kusbic |                | PCO            | 29 |                                                                                           |                  |
| Ângela Machado   |             | PSOL        | Sergio Nakatani  |                | REDE           | 50 | Federación PSOL REDE                                                                      | 0:31             |
| Ratinho Júnior   |             | PSD         | Darci Piana      |                | PSD            | 55 | El cambio no para, adelante Paraná PSD, PP, MDB, SD, PROS, REP, UNIÃO, PTB, PL, PMB, AGIR | 6:31             |
| Joni Correia     |             | DC          | Gledson Regnier  |                | DC             | 27 |                                                                                           |                  |
| Profesor Ivan    |             | PSTU        | Phil Navidad     |                | PSTU           | 16 |                                                                                           |                  |
| Roberto Requião  |             | PT          | Jorge Samek      |                | PT             | 13 | Federación Brasil de la Esperanza (PT, PCdoB, PV)                                         | 2:00             |
| Ricardo Gomyde   |             | PDT         | Eliza Ferreira   |                | PDT            | 12 |                                                                                           | 0:57             |
| Solange Ferreira |             | PMN         | Sargento Osni    |                | PMN            | 33 |                                                                                           |                  |
| Viviane Mota     |             | PCB         | Diego Valdez     |                | PCB            | 21 | [ 26 ]                                                                                    |                  |

### Candidatos que declinaron
- Zé Boni (AGIR) - Renunció a su precandidatura al gobierno del estado para postularse a la Cámara de Diputados.[27]

### Candidaturas retiradas
- Filipe Barros (PL) - Diputado Federal por Paraná (2019 – actualidad). Su nombre fue retirado por el partido que decidió unirse a la coalición de Ratinho Júnior. Con eso, Filipe buscará la reelección en la Cámara de Diputados.

### Candidaturas que fallaron en la convención
- César Silvestri Filho (PSDB) - Alcalde de Guarapuava (2013–2021). Debido a que su nombre no fue aprobado en la convención de la Federación PSDB-Cidadania que definiría su candidatura a la Gobernación de Paraná, el exalcalde terminó por retirar su candidatura. La federación lo nominó para postularse para el escaño en el Senado Federal.[28]

## Candidatos al Senado Federal
Las convenciones del partido comenzaron el 20 de julio y se prolongaron hasta el 5 de agosto. Los partidos políticos tenían hasta el 15 de agosto de 2022 para registrar formalmente a sus candidatos. Los siguientes partidos políticos han confirmado sus candidaturas:
Nota: La siguiente tabla está organizada alfabéticamente por candidatos.

### Candidaturas oficiales
Candidato electo
| Senador         | Senador                         | Senador | Suplentes                         | Suplentes | Suplentes | Nª  | Partido / Federación                                           | Tiempo en franja |
| Candidato       | Partido                         | Partido | Candidatos                        | Partido   | Partido   | Nª  | Partido / Federación                                           | Tiempo en franja |
| --------------- | ------------------------------- | ------- | --------------------------------- | --------- | --------- | --- | -------------------------------------------------------------- | ---------------- |
| Aline Sleutjes  |                                 | PROS    | 1° suplente: Ademar Pereira       |           | PROS      | 900 |                                                                | 0:09             |
| Aline Sleutjes  | 2° suplente: Fábio Amaral       | PROS    |                                   |           | PROS      | 900 |                                                                | 0:09             |
| Álvaro Dias     |                                 | PODE    | 1° suplente: Wilson Matos Filho   |           | PODE      | 190 | Por amor a Paraná PODE, Fed (PSDB, Cidadania), PSB, PATRI, PSC | 1:18             |
| Álvaro Dias     | 2° suplente: Rolf Koerner       | PODE    |                                   |           | PODE      | 190 | Por amor a Paraná PODE, Fed (PSDB, Cidadania), PSB, PATRI, PSC | 1:18             |
| Dr. Sabóia      |                                 | PMN     | 1° suplente: Clóvis Santos        |           | PMN       | 337 |                                                                |                  |
| Dr. Sabóia      | 2ª suplente: Gisele Durigan     | PMN     |                                   |           | PMN       | 337 |                                                                |                  |
| Desiree Salgado |                                 | PDT     | 1ª suplente: Samantha Tinik       |           | PDT       | 123 |                                                                | 0:24             |
| Desiree Salgado | 2° suplente: Cristiano Dionísio | PDT     |                                   |           | PDT       | 123 |                                                                | 0:24             |
| Laerson Matias  |                                 | PSOL    | 1° suplente: Sebastião Santarosa  |           | PSOL      | 500 | Federación PSOL REDE                                           | 0:11             |
| Laerson Matias  | 2° suplente: Leonardo Martins   | PSOL    |                                   |           | PSOL      | 500 | Federación PSOL REDE                                           | 0:11             |
| Orlando Pessuti |                                 | MDB     | 1° suplente: Claudiomiro Quadri   |           | MDB       | 155 |                                                                | 0:28             |
| Orlando Pessuti | 2ª suplente: Rosiane Borges     | MDB     |                                   |           | MDB       | 155 |                                                                | 0:28             |
| Paulo Martins   |                                 | 'PL'    | 1ª suplente: Franciane Micheletto |           | PL        | 222 |                                                                | 0:28             |
| Paulo Martins   | 2° suplente: Juarez Bertê       | 'PL'    |                                   |           | PL        | 222 |                                                                | 0:28             |
| Roberto França  |                                 | 'PCO'   | 1° suplente: Gilson Mezarroba     |           | PCO       | 290 |                                                                |                  |
| Roberto França  | 2° suplente: Antonio Gariza     | 'PCO'   |                                   |           | PCO       | 290 |                                                                |                  |
| Rosane Ferreira |                                 | 'PV'    | 1ª suplente: Elza Campos          |           | PCdoB     | 433 | Federación Brasil de la Esperanza (PT, PCdoB, PV)              | 0:55             |
| Rosane Ferreira | 2ª suplente: Professora Marlei  | 'PV'    |                                   | PT        |           | 433 | Federación Brasil de la Esperanza (PT, PCdoB, PV)              | 0:55             |
| Sérgio Moro     |                                 | UNIÃO   | 1° suplente: Luís Felipe Cunha    |           | UNIÃO     | 444 |                                                                | 1:03             |
| Sérgio Moro     | 2° suplente: Ricardo Guerra     | UNIÃO   |                                   |           | UNIÃO     | 444 |                                                                | 1:03             |

### Candidatos que declinaron
- Guto Silva (PP) - Secretario Jefe de la Casa Civil de Paraná (2019–2022). Renunció a su candidatura para ser coordinador de campaña de Ratinho Júnior .[48]

### Candidaturas no oficializadas
- César Silvestri Filho (PSDB) - Alcalde de Guarapuava (2013–2021). Respecto a un acuerdo establecido entre el PSDB y Podemos en el estado de São Paulo, su nombre fue descartado por la federación a cambio de un apoyo formal a la candidatura de Álvaro Dias, candidato a la reelección al Senado por Paraná.[49]

## Encuestas

### Gobernador[50]
| Encuestadora                                                             | Fecha | Muestra | Ratinho Jr. PSD | Requião PT | Ivan PSTU | Machado PSOL | Joni DC | Gomyde PDT | Otros | NS/NR | Ventaja |    |    |    |    |     |     |
| ------------------------------------------------------------------------ | --- | --- | --- | --- | --- | --- | --- | --- | --- | --- | --- | -- | -- | -- | -- | --- | --- |
| Encuestadora                                                             | Fecha | Muestra | IPEC | 29 de setembro–1 de outubro de 2022 | 1.504 | 55% | 26% | 1% | Otros | NS/NR | Ventaja | 1% | 0% | 2% | 3% | 12% | 29% |
| 62%                                                                      | 29% | 1% | IPEC | 29 de setembro–1 de outubro de 2022 | 1.504 | 2% | 0% | 3% | 2% | – | 33% |    |    |    |    |     |     |
| Instituto IRG                                                            | 26–30 de setembro de 2022 | 1.500 | 65,7% | 22,1% | 0,2% | 1% | 0,3% | 1,1% | 0,6% | 9% | 43,6% |    |    |    |    |     |     |
| Instituto IRG                                                            | 26–30 de setembro de 2022 | 1.500 | 72,2% | 24,3% | 0,2% | 1,1% | 0,3% | 1,2% | 0,6% | – | 47,9% |    |    |    |    |     |     |
| Paraná Pesquisas                                                         | 24–28 de setembro de 2022 | 1.540 | 60,8% | 22,9% | 0,1% | 1,2% | 0,3% | 2,5% | 1,2% | 11,1% | 37,9% |    |    |    |    |     |     |
| Instituto Radar                                                          | 26–28 de setembro de 2022 | 1.350 | 58,8% | 23,9% | 0,7% | 0,4% | 0,3% | 0,8% | 1,5% | 13,6% | 34,9% |    |    |    |    |     |     |
| Instituto Radar                                                          | 19–21 de setembro de 2022 | 1.350 | 58,2% | 20% | 0% | 1% | 0% | 1% | | 17% | 38,2% |    |    |    |    |     |     |
| Paraná Pesquisas                                                         | 15–19 de setembro de 2022 | 1.540 | 59% | 23,9% | 0,1% | 0,8% | 0,4% | 1,9% | 1% | 13% | 35,1% |    |    |    |    |     |     |
| Ipec                                                                     | 13–15 de setembro de 2022 | 1.200 | 55% | 28% | 1% | 1% | 1% | 2% | 1% | 12% | 27% |    |    |    |    |     |     |
| Instituto Radar                                                          | 11–14 de setembro de 2022 | 1.350 | 56% | 20,7% | 0,2% | 1% | 0,4% | 1% | 1,5% | 19,2% | 35,3% |    |    |    |    |     |     |
| AtlasIntel                                                               | 4–8 de setembro de 2022 | 1.645 | 51,9% | 31,9% | 0,2% | 1,2% | 0,8% | 2% | 1% | 10,8% | 20% |    |    |    |    |     |     |
| Paraná Pesquisas                                                         | 31 de agosto–5 de setembro de 2022 | 1.410 | 56,2% | 23,8% | 0,4% | 0,4% | 0,2% | 2,5% | 0,3% | 16,2% | 32,4% |    |    |    |    |     |     |
| Instituto Radar                                                          | 29 de agosto–2 de setembro de 2022 | 1.350 | 51,7% | 20,4% | 0,4% | 1,4% | 0,3% | 0,6% | 2,1% | 23,1% | 30,7% |    |    |    |    |     |     |
| Instituto Opinião                                                        | 28–30 de agosto de 2022 | 1.200 | 50% | 22% | 0% | 1% | 0% | 2% | | 25% | 28% |    |    |    |    |     |     |
| Instituto IRG                                                            | 26–30 de agosto de 2022 | 1.500 | 59,9% | 20,2% | 0,3% | 1% | 0,6% | 0,9% | 0,9% | 15,8% | 39,7% |    |    |    |    |     |     |
| Ipec                                                                     | 19–21 de agosto de 2022 | 1.200 | 46% | 24% | 2% | 2% | 1% | 1% | 2% | 23% | 22% |    |    |    |    |     |     |
| Real Time Big Data                                                       | 13–15 de agosto de 2022 | 1.500 | 52% | 18% | 1% | 1% | 0% | 1% | 1% | 26% | 34% |    |    |    |    |     |     |
| IPESPE                                                                   | 13–15 de agosto de 2022 | 1.000 | 55% | 19% | – | 1% | – | 1% | – | 24% | 36% |    |    |    |    |     |     |
| Instituto IRG                                                            | 8–12 de agosto de 2022 | 1.500 | 58,7% | 21,3% | 0,7% | 1,1% | 0,4% | 1,1% | 1,3% | 15,3% | 37,4% |    |    |    |    |     |     |
| 20–22 de julho de 2022                                                   | Candidatura de César Silvestri Filho para el gobierno de Paraná es retirada por el PSDB y se lanza al Senado Federal. Zé Boni (Agir) desiste de disputar el Gobierno do Paraná. | Candidatura de César Silvestri Filho para el gobierno de Paraná es retirada por el PSDB y se lanza al Senado Federal. Zé Boni (Agir) desiste de disputar el Gobierno do Paraná. | Candidatura de César Silvestri Filho para el gobierno de Paraná es retirada por el PSDB y se lanza al Senado Federal. Zé Boni (Agir) desiste de disputar el Gobierno do Paraná. | Candidatura de César Silvestri Filho para el gobierno de Paraná es retirada por el PSDB y se lanza al Senado Federal. Zé Boni (Agir) desiste de disputar el Gobierno do Paraná. | Candidatura de César Silvestri Filho para el gobierno de Paraná es retirada por el PSDB y se lanza al Senado Federal. Zé Boni (Agir) desiste de disputar el Gobierno do Paraná. | Candidatura de César Silvestri Filho para el gobierno de Paraná es retirada por el PSDB y se lanza al Senado Federal. Zé Boni (Agir) desiste de disputar el Gobierno do Paraná. | Candidatura de César Silvestri Filho para el gobierno de Paraná es retirada por el PSDB y se lanza al Senado Federal. Zé Boni (Agir) desiste de disputar el Gobierno do Paraná. | Candidatura de César Silvestri Filho para el gobierno de Paraná es retirada por el PSDB y se lanza al Senado Federal. Zé Boni (Agir) desiste de disputar el Gobierno do Paraná. | Candidatura de César Silvestri Filho para el gobierno de Paraná es retirada por el PSDB y se lanza al Senado Federal. Zé Boni (Agir) desiste de disputar el Gobierno do Paraná. | Candidatura de César Silvestri Filho para el gobierno de Paraná es retirada por el PSDB y se lanza al Senado Federal. Zé Boni (Agir) desiste de disputar el Gobierno do Paraná. | Candidatura de César Silvestri Filho para el gobierno de Paraná es retirada por el PSDB y se lanza al Senado Federal. Zé Boni (Agir) desiste de disputar el Gobierno do Paraná. |    |    |    |    |     |     |
| Encuestadora                                                             | Fecha | Muestra | Ratinho Jr. PSD | Requião PT | Arns PODE | Silvestri Filho PSDB | Machado PSOL | Zé Boni AGIR | Otros | NS/NR | Ventaja |    |    |    |    |     |     |
| Encuestadora                                                             | Fecha | Muestra | | | | | | | Otros | NS/NR | Ventaja |    |    |    |    |     |     |
| Real Time Big Data                                                       | 19–20 de julho de 2022 | 1.500 | 43% | 16% | 6% | 2% | 1% | 0% | | 32% | 27% |    |    |    |    |     |     |
| Instituto IRG                                                            | 29 de junho–3 de julho de 2022 | 1.500 | 46,4% | 19,6% | 4,6% | 2,9% | 0,9% | 0,7% | 12,9% | 12% | 26,8% |    |    |    |    |     |     |
| Instituto IRG                                                            | 29 de junho–3 de julho de 2022 | 1.500 | 56,5% | 23,5% | – | 5,8% | – | – | – | 14,3% | 33% |    |    |    |    |     |     |
| Real Time Big Data                                                       | 24–25 de junho de 2022 | 1.500 | 42% | 16% | 5% | 3% | 1% | – | | 33% | 26% |    |    |    |    |     |     |
| Real Time Big Data                                                       | 24–25 de junho de 2022 | 1.500 | 44% | 16% | – | 4% | 1% | – | | 35% | 28% |    |    |    |    |     |     |
| Paraná Pesquisas                                                         | 12–16 de junho de 2022 | 1.540 | 48,5% | 25,2% | – | 4,7% | 2,7% | 1,1% | – | 17,8% | 23,3% |    |    |    |    |     |     |
| Paraná Pesquisas                                                         | 12–16 de junho de 2022 | 1.540 | 49,5% | 25,8% | – | 6% | – | – | – | 18,6% | 23,7% |    |    |    |    |     |     |
| Instituto IRG                                                            | 14–17 de maio de 2022 | 1.500 | 52,8% | 20,2% | 7,2% | 2,7% | 1,7% | – | – | 15,5% | 32,6% |    |    |    |    |     |     |
| Instituto IRG                                                            | 14–17 de maio de 2022 | 1.500 | 55,3% | 21% | – | 3,2% | 2,3% | – | – | 18,2% | 34,3% |    |    |    |    |     |     |
| Instituto IRG                                                            | 31 de março–3 de abril de 2022 | 1.500 | 53% | 21,5% | 8,6% | 2,9% | 1,6% | – | – | 12,4% | 31,5% |    |    |    |    |     |     |
| Instituto IRG                                                            | 31 de março–3 de abril de 2022 | 1.500 | 57,3% | 23,7% | – | 5,8% | – | – | – | 13,2% | 33,6% |    |    |    |    |     |     |
| 18 de março de 2022                                                      | Requião se une al Partido de los Trabajadores (PT). | Requião se une al Partido de los Trabajadores (PT). | Requião se une al Partido de los Trabajadores (PT). | Requião se une al Partido de los Trabajadores (PT). | Requião se une al Partido de los Trabajadores (PT). | Requião se une al Partido de los Trabajadores (PT). | Requião se une al Partido de los Trabajadores (PT). | Requião se une al Partido de los Trabajadores (PT). | Requião se une al Partido de los Trabajadores (PT). | Requião se une al Partido de los Trabajadores (PT). | Requião se une al Partido de los Trabajadores (PT). |    |    |    |    |     |     |
| Encuestadora                                                             | Fecha | Muestra | Ratinho Jr. PSD | Requião IND | Arns PODE | Silvestri Filho PSDB | Machado PSOL | Zé Boni AGIR | Otros | NS/NR | Ventaja |    |    |    |    |     |     |
| Encuestadora                                                             | Fecha | Muestra | | | | | | | Otros | NS/NR | Ventaja |    |    |    |    |     |     |
| Radar Inteligência                                                       | 25 de fevereiro–3 de março de 2022 | 1.350 | 50,1% | 19,8% | – | 3% | – | – | – | 27,1% | 30,3% |    |    |    |    |     |     |
| Instituto Opinião Archivado el 13 de octubre de 2022 en Wayback Machine. | 16–20 de dezembro de 2021 | 1.152 | 53,3% | 21,4% | 8,9% | – | – | – | – | 16,4% | 31,9% |    |    |    |    |     |     |
| Instituto Opinião Archivado el 13 de octubre de 2022 en Wayback Machine. | 16–20 de dezembro de 2021 | 1.152 | 55,3% | 23,3% | – | – | – | – | – | 13,2% | 32% |    |    |    |    |     |     |

### Senador Federal
| Encuestadora          | Fecha                                                | Muestra                                              | Moro UNIÃO                                           | Alvaro PODE                                          | Rosane PV                                            | Paulo PL                                             | Matias PSOL                                          | Pessuti MDB                                          | Desiree PDT                                          | Aline PROS                                           | Otros                                                | NS/NR                                                | Ventaja                                              |    |    |    |    |     |    |
| --------------------- | ---------------------------------------------------- | ---------------------------------------------------- | ---------------------------------------------------- | ---------------------------------------------------- | ---------------------------------------------------- | ---------------------------------------------------- | ---------------------------------------------------- | ---------------------------------------------------- | ---------------------------------------------------- | ---------------------------------------------------- | ---------------------------------------------------- | ---------------------------------------------------- | ---------------------------------------------------- | -- | -- | -- | -- | --- | -- |
| Encuestadora          | Fecha                                                | Muestra                                              | IPEC                                                 | 29 de setembro–1 de outubro de 2022                  | 1.504                                                | 27%                                                  | 33%                                                  | 3%                                                   | 13%                                                  | 1%                                                   | Otros                                                | NS/NR                                                | Ventaja                                              | 1% | 1% | 2% | 2% | 17% | 6% |
| 35%                   | 41%                                                  | 3%                                                   | IPEC                                                 | 29 de setembro–1 de outubro de 2022                  | 1.504                                                | 14%                                                  | 1%                                                   | 2%                                                   | 1%                                                   | 2%                                                   | 2%                                                   | –                                                    | 6%                                                   |    |    |    |    |     |    |
| Instituto Radar       | 19–21 de setembro de 2022                            | 1.350                                                | 27,6%                                                | 32,5%                                                | 2,1%                                                 | 12,3%                                                | 0,1%                                                 | 1%                                                   | 1%                                                   | 2,1%                                                 | 0,7%                                                 | 20,6%                                                | 4,9%                                                 |    |    |    |    |     |    |
| Paraná Pesquisas      | 15–19 de setembro de 2022                            | 1.540                                                | 30,3%                                                | 31,4%                                                | 2,2%                                                 | 14%                                                  | 0,6%                                                 | 1,6%                                                 | 0,8%                                                 | 1,4%                                                 | 0,5%                                                 | 17,3%                                                | 1,1%                                                 |    |    |    |    |     |    |
| Ipec                  | 13–15 de setembro de 2022                            | 1.200                                                | 25%                                                  | 36%                                                  | 3%                                                   | 8%                                                   | 1%                                                   | 2%                                                   | 1%                                                   | 2%                                                   | 1%                                                   | 21%                                                  | 11%                                                  |    |    |    |    |     |    |
| AtlasIntel            | 4–8 de setembro de 2022                              | 1.645                                                | 29,8%                                                | 26,5%                                                | 3,2%                                                 | 15,6%                                                | 1%                                                   | 2,8%                                                 | 3,7%                                                 | 3,1%                                                 | 0,6%                                                 | 14,2%                                                | 3,3%                                                 |    |    |    |    |     |    |
| Paraná Pesquisas      | 31 de agosto–5 de setembro de 2022                   | 1.410                                                | 27,2%                                                | 31,7%                                                | 2,6%                                                 | 11,4%                                                | 0,2%                                                 | 3%                                                   | 0,6%                                                 | 2,4%                                                 | 0,8%                                                 | 20,1%                                                | 4,5%                                                 |    |    |    |    |     |    |
| Instituto Radar       | 29 de agosto–2 de setembro de 2022                   | 1.350                                                | 24,8%                                                | 34,8%                                                | 1,9%                                                 | 5,7%                                                 | 0,3%                                                 | 1,9%                                                 | 1,0%                                                 | 1,7%                                                 | 1,1%                                                 | 26,8%                                                | 10%                                                  |    |    |    |    |     |    |
| Instituto Opinião     | 28–30 de agosto de 2022                              | 1.200                                                | 23%                                                  | 32%                                                  | 2%                                                   | 8%                                                   | 0%                                                   | 2%                                                   | 1%                                                   | 2%                                                   |                                                      | 30%                                                  | 9%                                                   |    |    |    |    |     |    |
| Ipec                  | 19–21 de agosto de 2022                              | 1.200                                                | 24%                                                  | 35%                                                  | 2%                                                   | 4%                                                   | 0%                                                   | 2%                                                   | 1%                                                   | 2%                                                   | 2%                                                   | 28%                                                  | 11%                                                  |    |    |    |    |     |    |
| Real Time Big Data    | 13–15 de agosto de 2022                              | 1.500                                                | 30%                                                  | 27%                                                  | 2%                                                   | 8%                                                   | 1%                                                   | 1%                                                   | 1%                                                   | 2%                                                   | 1%                                                   | 27%                                                  | 3%                                                   |    |    |    |    |     |    |
| IPESPE                | 13–15 de agosto de 2022                              | 1.000                                                | 27%                                                  | 31%                                                  | 1%                                                   | 9%                                                   | 0%                                                   | 3%                                                   | 1%                                                   | 3%                                                   | –                                                    | 25%                                                  | 4%                                                   |    |    |    |    |     |    |
| 5-6 de agosto de 2022 | Guto Silva (PP) desiste de su candidatura al Senado. | Guto Silva (PP) desiste de su candidatura al Senado. | Guto Silva (PP) desiste de su candidatura al Senado. | Guto Silva (PP) desiste de su candidatura al Senado. | Guto Silva (PP) desiste de su candidatura al Senado. | Guto Silva (PP) desiste de su candidatura al Senado. | Guto Silva (PP) desiste de su candidatura al Senado. | Guto Silva (PP) desiste de su candidatura al Senado. | Guto Silva (PP) desiste de su candidatura al Senado. | Guto Silva (PP) desiste de su candidatura al Senado. | Guto Silva (PP) desiste de su candidatura al Senado. | Guto Silva (PP) desiste de su candidatura al Senado. | Guto Silva (PP) desiste de su candidatura al Senado. |    |    |    |    |     |    |
| Encuestadora          | Fecha                                                | Muestra                                              | Moro UNIÃO                                           | Álvaro PODE                                          | Rosinha PT                                           | Paulo PL                                             | Guto PP                                              | Pessuti MDB                                          | Desiree PDT                                          | Aline PROS                                           | Otros                                                | NS/NR                                                | Ventaja                                              |    |    |    |    |     |    |
| Encuestadora          | Fecha                                                | Muestra                                              |                                                      |                                                      |                                                      |                                                      |                                                      |                                                      |                                                      |                                                      | Otros                                                | NS/NR                                                | Ventaja                                              |    |    |    |    |     |    |
| Real Time Big Data    | 19–20 de julho de 2022                               | 1.500                                                | 31%                                                  | 26%                                                  | 7%                                                   | 5%                                                   | 1%                                                   | –                                                    | 1%                                                   | 2%                                                   | 1%                                                   | 26%                                                  | 5%                                                   |    |    |    |    |     |    |
| Instituto IRG         | 29 de junho–3 de julho de 2022                       | 1.500                                                | 22%                                                  | 32%                                                  | 6,3%                                                 | 7%                                                   | 3,1%                                                 | 3%                                                   | 0,2%                                                 | 3,5%                                                 | 2,3%                                                 | 20,5%                                                | 10%                                                  |    |    |    |    |     |    |
| IPESPE                | 29 de junho–1 de julho de 2022                       | 1.000                                                | 24%                                                  | 31%                                                  | 10%                                                  | 7%                                                   | –                                                    | –                                                    | –                                                    | 5%                                                   | –                                                    | 23%                                                  | 7%                                                   |    |    |    |    |     |    |
| IPESPE                | 29 de junho–1 de julho de 2022                       | 1.000                                                | –                                                    | 45%                                                  | 10%                                                  | 8%                                                   | 4%                                                   | –                                                    | –                                                    | 5%                                                   | –                                                    | 28%                                                  | 35%                                                  |    |    |    |    |     |    |
| Real Time Big Data    | 24–25 de junho de 2022                               | 1.500                                                | 30%                                                  | 23%                                                  | 7%                                                   | 6%                                                   | 1%                                                   | –                                                    | –                                                    | 2%                                                   | 1%                                                   | 30%                                                  | 7%                                                   |    |    |    |    |     |    |
| Real Time Big Data    | 24–25 de junho de 2022                               | 1.500                                                | 35%                                                  | –                                                    | 7%                                                   | 8%                                                   | 2%                                                   | –                                                    | –                                                    | 3%                                                   | 4%                                                   | 41%                                                  | 27%                                                  |    |    |    |    |     |    |
| Real Time Big Data    | 24–25 de junho de 2022                               | 1.500                                                | 41%                                                  | –                                                    | 8%                                                   | 8%                                                   | 3%                                                   | –                                                    | –                                                    | 3%                                                   | 4%                                                   | 33%                                                  | 33%                                                  |    |    |    |    |     |    |
| Instituto IRG         | 14–17 de maio de 2022                                | 1.500                                                | –                                                    | 45%                                                  | 9,5%                                                 | 7,1%                                                 | 4,5%                                                 | 4,3%                                                 | 0,7%                                                 | 2,7%                                                 | 0,7%                                                 | 25,5%                                                | 35,5%                                                |    |    |    |    |     |    |

## Resultados

### Gobernador

Candidato más votado por municipio (399):
Paulo Martins (148 municipios)
Alvaro Dias (138 municipios)
Sergio Moro (94 municipios + Capital)
Aline Sleutjes (13 municipios)
Rosane Ferreira (5 municipios)

| Candidatos                                                                        | Candidatos                   | Candidatos                   | Votos     | %      |
| Gobernador/a                                                                      | Gobernador/a                 | Vicegobernador/a             | Votos     | %      |
| --------------------------------------------------------------------------------- | ---------------------------- | ---------------------------- | --------- | ------ |
|                                                                                   | Ratinho Júnior (PSD)         | Darci Piana (PSD)            | 4.243.292 | 69,64  |
|                                                                                   | Roberto Requião (PT)         | Jorge Samek (PT)             | 1.598.204 | 26,23  |
|                                                                                   | Ricardo Gomyde (PDT)         | Eliza Ferreira (PDT)         | 126.945   | 2,08   |
|                                                                                   | Joni Correia (DC)            | Gledson Zawadzki (DC)        | 50.729    | 0,83   |
|                                                                                   | Professora Angela (PSOL)     | Sergio Nakatani (REDE)       | 43.176    | 0,71   |
|                                                                                   | Vivi Mota (PCB)              | Diego Valdez (PCB)           | 13,577    | 0,22   |
|                                                                                   | Solange Ferreira Bueno (PMN) | Marcos Antonio Santos (PMN)  | 10.337    | 0,17   |
|                                                                                   | Professor Ivan (PSTU)        | Phill Natal (PSTU)           | 4.502     | 0,07   |
|                                                                                   | Adriano Teixeira (PCO)       | Cristiano Kusbick Poll (PCO) | 2.096     | 0,03   |
|                                                                                   |                              |                              |           |        |
| Votos válidos                                                                     | Votos válidos                | Votos válidos                | 6.082.521 | 89,39  |
| Votos nulos                                                                       | Votos nulos                  | Votos nulos                  | 393.173   | 5,77   |
| Votos en blanco                                                                   | Votos en blanco              | Votos en blanco              | 329.657   | 4,84   |
| Total                                                                             | Total                        | Total                        | 6.815.688 | 100,00 |
| Registrados/Participación                                                         | Registrados/Participación    | Registrados/Participación    | 8.480.435 | 80,52  |
|                                                                                   |                              |                              |           |        |
| Fuente: Justiça Eleitoral Archivado el 2 de noviembre de 2022 en Wayback Machine. |                              |                              |           |        |

### Senador Federal
| Candidato                                                                         | Candidato                 | Partido                   | Votos     | %      |
| --------------------------------------------------------------------------------- | ------------------------- | ------------------------- | --------- | ------ |
|                                                                                   | Sergio Moro               | 'UNIÃO'                   | 1.953.188 | 33,50  |
|                                                                                   | Paulo Martins             | PL                        | 1.697.962 | 29,12  |
|                                                                                   | Álvaro Dias               | PODE                      | 1.396.089 | 23,94  |
|                                                                                   | Rosane Ferreira           | PV                        | 475.597   | 8,16   |
|                                                                                   | Desiree Salgado           | PDT                       | 130.520   | 2,24   |
|                                                                                   | Aline Sleutjes            | PROS                      | 89.560    | 1,54   |
|                                                                                   | Orlando Pessuti           | MDB                       | 63.784    | 1,09   |
|                                                                                   | Laerson Matias            | PSOL                      | 17.953    | 0,31   |
|                                                                                   | Roberto França            | PCO                       | 3.402     | 0,06   |
|                                                                                   | Carlos Eduardo Sabiola    | PCB                       | 2.521     | 0,04   |
|                                                                                   |                           |                           |           |        |
| Votos válidos                                                                     | Votos válidos             | Votos válidos             | 5.827.174 | 85,55  |
| Votos nulos                                                                       | Votos nulos               | Votos nulos               | 506.442   | 7,43   |
| Votos en blanco                                                                   | Votos en blanco           | Votos en blanco           | 478.670   | 7,02   |
| Total                                                                             | Total                     | Total                     | 6.815.688 | 100,00 |
| Registrados/Participación                                                         | Registrados/Participación | Registrados/Participación | 8.480.435 | 80,52  |
|                                                                                   |                           |                           |           |        |
| Fuente: Justiça Eleitoral Archivado el 2 de noviembre de 2022 en Wayback Machine. |                           |                           |           |        |

### Diputados federales electos
Se enumeran los 30 candidatos electos para el cargo de diputado federal por el estado de Paraná que asumirán el mandato en la Cámara de Diputados el 1 de febrero de 2023.
| Candidato(a)            | Partido      | Total   | Ciudad de origen  | Estado             |
| ----------------------- | ------------ | ------- | ----------------- | ------------------ |
| Deltan Dallagnol        | PODE         | 344.917 | Pato Branco       | Paraná             |
| Gleisi Hoffmann         | PT           | 261.247 | Curitiba          | Paraná             |
| Filipe Barros           | PL           | 249.507 | Londrina          | Paraná             |
| Beto Preto              | PSD          | 206.898 | Londrina          | Paraná             |
| Sandro Alex             | PSD          | 168.157 | Ponta Grossa      | Paraná             |
| Felipe Francischini     | UNIÃO        | 164.342 | Curitiba          | Paraná             |
| Sargento Fahur          | PSD          | 161.500 | Londrina          | Paraná             |
| Fernando Giacobo        | PL           | 152.342 | Pato Branco       | Paraná             |
| Delegado Matheus Laiola | UNIÃO        | 132.759 | Curitiba          | Paraná             |
| Carol Dartora           | PT           | 130.654 | Curitiba          | Paraná             |
| Zeca Dirceu             | PT           | 123.033 | Umuarama          | Paraná             |
| Tião Medeiros           | PP           | 109.344 | Paranavaí         | Paraná             |
| Pedro Lupion            | PP           | 109.043 | Curitiba          | Paraná             |
| Ricardo Barros          | PP           | 107.022 | Maringá           | Paraná             |
| Sérgio Souza            | MDB          | 105.661 | Ivaiporã          | Paraná             |
| Luciano Ducci           | PSB          | 95.521  | Curitiba          | Paraná             |
| Enio Verri              | PT           | 95.172  | Maringá           | Paraná             |
| Aliel Machado           | PV           | 94.839  | Ponta Grossa      | Paraná             |
| Tadeu Veneri            | PT           | 84.758  | União da Vitória  | Paraná             |
| Paulo Litro             | PSD          | 82.707  | Pato Branco       | Paraná             |
| Leandre Dal Ponte       | PSD          | 80.359  | Pato Branco       | Paraná             |
| Luísa Canziani          | PSD          | 74.643  | Londrina          | Paraná             |
| Toninho Wandscheer      | PROS         | 74.263  | Foz do Iguaçu     | Paraná             |
| Luiz Nishimori          | PSD          | 73.202  | Mariava           | Paraná             |
| Geraldo Mendes          | UNIÃO        | 71.990  | Galvão            | Santa Catarina     |
| Nelsi Coguetto Maria    | PL           | 70.790  | Francisco Beltrão | Paraná             |
| Diego García            | Republicanos | 65.416  | Bandeirantes      | Paraná             |
| Beto Richa              | PSDB         | 64.868  | Londrina          | Paraná             |
| Dilceu Sperafico        | PP           | 61.689  | Santa Rosa        | Río Grande del Sur |
| Nelsinho Padovani       | UNIÃO        | 57.885  | Cascavel          | Paraná             |

#### Por Partido/Federación
| N.º                       | Partido                                                 | Votos     | %      | Escaños | ±           |
| ------------------------- | ------------------------------------------------------- | --------- | ------ | ------- | ----------- |
| 55                        | Partido Social Democrático (PSD)                        | 1.051.984 | 14,88  | 7       | 3           |
| 13                        | Partido de los Trabajadores (PT)                        | 863.890   | 14,09  | 5       | 2           |
| 11                        | Progresistas (PP)                                       | 704.664   | 11,50  | 4       | 2           |
| 44                        | Unión Brasil (UNIÃO)                                    | 641.875   | 10,47  | 4       | Sin cambios |
| 22                        | Partido Liberal (PL)                                    | 593.160   | 9,68   | 3       | Sin cambios |
| 19                        | Podemos (PODE)                                          | 430.172   | 7,02   | 1       | Sin cambios |
| 10                        | Republicanos (REP)                                      | 295.297   | 4,82   | 1       | 1           |
| 15                        | Movimento Democrático Brasileño (MDB)                   | 275.227   | 4,49   | 1       | 1           |
| 90                        | Partido Republicano de Orden Social (PROS)              | 226.358   | 3,69   | 1       | 1           |
| 40                        | Partido Socialista Brasileiro (PSB)                     | 190.289   | 3,10   | 1       | 1           |
| 45                        | Partido de la Social Democracia Brasileña (PSDB)        | 162.478   | 2,65   | 1       | 1           |
| 70                        | Avante (AVANTE)                                         | 134.406   | 2,19   | 0       | Sin cambios |
| 77                        | Solidaridad (SD)                                        | 134.285   | 2,19   | 0       | Sin cambios |
| 43                        | Partido Verde (PV)                                      | 102.663   | 1,67   | 1       | Sin cambios |
| 12                        | Partido Democrático Laborista (PDT)                     | 90.851    | 1,48   | 0       | 1           |
| 23                        | Ciudadanía (CIDADANIA)                                  | 89.330    | 1,46   | 0       | 1           |
| 30                        | Partido Nuevo (NOVO)                                    | 68.292    | 1,11   | 0       | Sin cambios |
| 14                        | Partido Laborista Brasileño (PTB)                       | 47.433    | 0,77   | 0       | 1           |
| 20                        | Partido Social Cristiano (PSC)                          | 33.081    | 0,54   | 0       | 1           |
| 27                        | Democracia Cristiana (DC)                               | 31.375    | 0,51   | 0       | Sin cambios |
| 18                        | Red de Sostenibilidad (REDE)                            | 26.240    | 0,43   | 0       | Sin cambios |
| 50                        | Partido Socialismo y Libertad (PSOL)                    | 16.601    | 0,27   | 0       | Sin cambios |
| 36                        | Actuar (AGIR-36)                                        | 14.141    | 0,23   | 0       | Sin cambios |
| 35                        | Partido de la Mujer Brasileña (PMB)                     | 13.324    | 0,22   | 0       | Sin cambios |
| 51                        | Patriota (PATRI)                                        | 9.678     | 0,16   | 0       | Sin cambios |
| 65                        | Partido Comunista de Brasil (PCdoB)                     | 8.268     | 0,13   | 0       | Sin cambios |
| 21                        | Partido Comunista Brasileño (PCB)                       | 6.280     | 0,10   | 0       | Sin cambios |
| 33                        | Partido de la Movilización Nacional (PMN)               | 5.108     | 0,08   | 0       | Sin cambios |
| 28                        | Partido Renovador Laborista Brasileño (PRTB)            | 2.973     | 0,05   | 0       | Sin cambios |
| 16                        | Partido Socialista de los Trabajadores Unificado (PSTU) | 772       | 0,01   | 0       | Sin cambios |
| 29                        | Partido de la Causa Obrera (PCO)                        | 379       | 0,01   | 0       | Sin cambios |
|                           |                                                         |           |        |         |             |
| Votos válidos             | Votos válidos                                           | 6.129.462 | 89,93  |         |             |
| Votos en blanco           | Votos en blanco                                         | 445.946   | 6,54   |         |             |
| Votos nulos               | Votos nulos                                             | 240.281   | 3,53   |         |             |
| Total                     | Total                                                   | 6.815.689 | 100,00 | 30      | Sin cambios |
| Registrados/Participación | Registrados/Participación                               | 8.466.408 | 80,50  |         |             |
| Fuente:                   |                                                         |           |        |         |             |

### Diputados estatales electos
| N.º                       | Partido                                                 | Votos     | %      | Escaños | ±           |
| ------------------------- | ------------------------------------------------------- | --------- | ------ | ------- | ----------- |
| 55                        | Partido Social Democrático (PSD)                        | 1.549.527 | 23,74  | 15      | 9           |
| 44                        | Unión Brasil (UNIÃO)                                    | 740.859   | 12,18  | 7       | 3           |
| 13                        | Partido de los Trabajadores (PT)                        | 694.555   | 11,42  | 7       | 3           |
| 22                        | Partido Liberal (PL)                                    | 508.763   | 8,36   | 5       | 3           |
| 11                        | Progresistas (PP)                                       | 484.051   | 7,96   | 5       | 2           |
| 10                        | Republicanos (REP)                                      | 349.895   | 5,75   | 3       | 2           |
| 15                        | Movimento Democrático Brasileiro (MDB)                  | 251.503   | 4,13   | 2       | Sin cambios |
| 90                        | Partido Republicano de Orden Social (PROS)              | 216.803   | 3,56   | 2       | Sin cambios |
| 19                        | Podemos (PODE)                                          | 201.720   | 3,32   | 2       | 1           |
| 45                        | Partido de la Social Democracia Brasileña (PSDB)        | 197.489   | 3,25   | 2       | 1           |
| 12                        | Partido Democrático Laborista (PDT)                     | 131.105   | 2,16   | 1       | 1           |
| 23                        | Ciudadanía (Cidadania)                                  | 124.626   | 2,05   | 1       | 2           |
| 77                        | Solidaridad (SD)                                        | 116.479   | 1,91   | 1       | 1           |
| 40                        | Partido Socialista Brasileiro (PSB)                     | 115.199   | 1,85   | 1       | 4           |
| 70                        | Avante (AVANTE)                                         | 111.089   | 1,81   | 0       | Sin cambios |
| 30                        | Partido Nuevo (NOVO)                                    | 74.996    | 1,23   | 0       | Sin cambios |
| 14                        | Partido Laborista Brasileiro (PTB)                      | 73.355    | 1,21   | 0       | Sin cambios |
| 43                        | Partido Verde (PV)                                      | 72.773    | 1,20   | 0       | 2           |
| 35                        | Partido de la Mujer Brasileña (PMB)                     | 49.852    | 0,82   | 0       | Sin cambios |
| 36                        | Actuar (AGIR-36)                                        | 28.138    | 0,46   | 0       | Sin cambios |
| 50                        | Partido Socialismo y Libertad (PSOL)                    | 24.623    | 0,39   | 0       | Sin cambios |
| 27                        | Democracia Cristiana (DC)                               | 15.469    | 0,25   | 0       | Sin cambios |
| 18                        | Red de Sostenibilidad (REDE)                            | 14.874    | 0,24   | 0       | Sin cambios |
| 20                        | Partido Social Cristiano (PSC)                          | 14.575    | 0,24   | 0       | 4           |
| 51                        | Patriota (PATRI)                                        | 13.850    | 0,23   | 0       | Sin cambios |
| 65                        | Partido Comunista de Brasil (PCdoB)                     | 6.316     | 0,10   | 0       | Sin cambios |
| 28                        | Partido Renovador Laborista Brasileño (PRTB)            | 6.180     | 0,09   | 0       | 1           |
| 33                        | Partido de la Movilización Nacional (PMN)               | 4.493     | 0,07   | 0       | 1           |
| 16                        | Partido Socialista de los Trabajadores Unificado (PSTU) | 1.010     | 0,02   | 0       | Sin cambios |
| 29                        | Partido de la Causa Obrera (PCO)                        | 420       | 0,01   | 0       | Sin cambios |
|                           |                                                         |           |        |         |             |
| Votos válidos             | Votos válidos                                           | 6.083.498 | 89,26  |         |             |
| Votos en blanco           | Votos en blanco                                         | 487.811   | 7,15   |         |             |
| Votos nulos               | Votos nulos                                             | 244.380   | 3,59   |         |             |
| Total                     | Total                                                   | 6.815.689 | 100,00 | 54      | Sin cambios |
| Registrados/Participación | Registrados/Participación                               | 8.466.408 | 80,50  |         |             |